# Сан Ђусто (Мачерата)
Сан Ђусто (итал. San Giusto) насеље је у Италији у округу Мачерата, региону Марке.
Према процени из 2011. у насељу је живело 37 становника. Насеље се налази на надморској висини од 467 м.